# جويل سيغل
جويل سيغل (بالإنجليزية: Joel Siegel)‏ هو ناقد سينمائي وصحفي أمريكي، ولد في 7 يوليو 1943 في لوس أنجلوس في الولايات المتحدة، وتوفي في 29 يونيو 2007 بسبب سرطان القولون.

## وصلات خارجية
- جويل سيغل على موقع IMDb (الإنجليزية)
- جويل سيغل على موقع ميتاكريتيك (الإنجليزية)
- جويل سيغل على موقع روتن توميتوز (الإنجليزية)
- جويل سيغل على موقع روتن توميتوز (الإنجليزية)
- جويل سيغل على موقع قاعدة بيانات برودواي على الإنترنت (الإنجليزية)
- جويل سيغل على موقع قاعدة بيانات الفيلم (الإنجليزية)
- جويل سيغل على موقع كينوبويسك (الروسية)